# Головастик

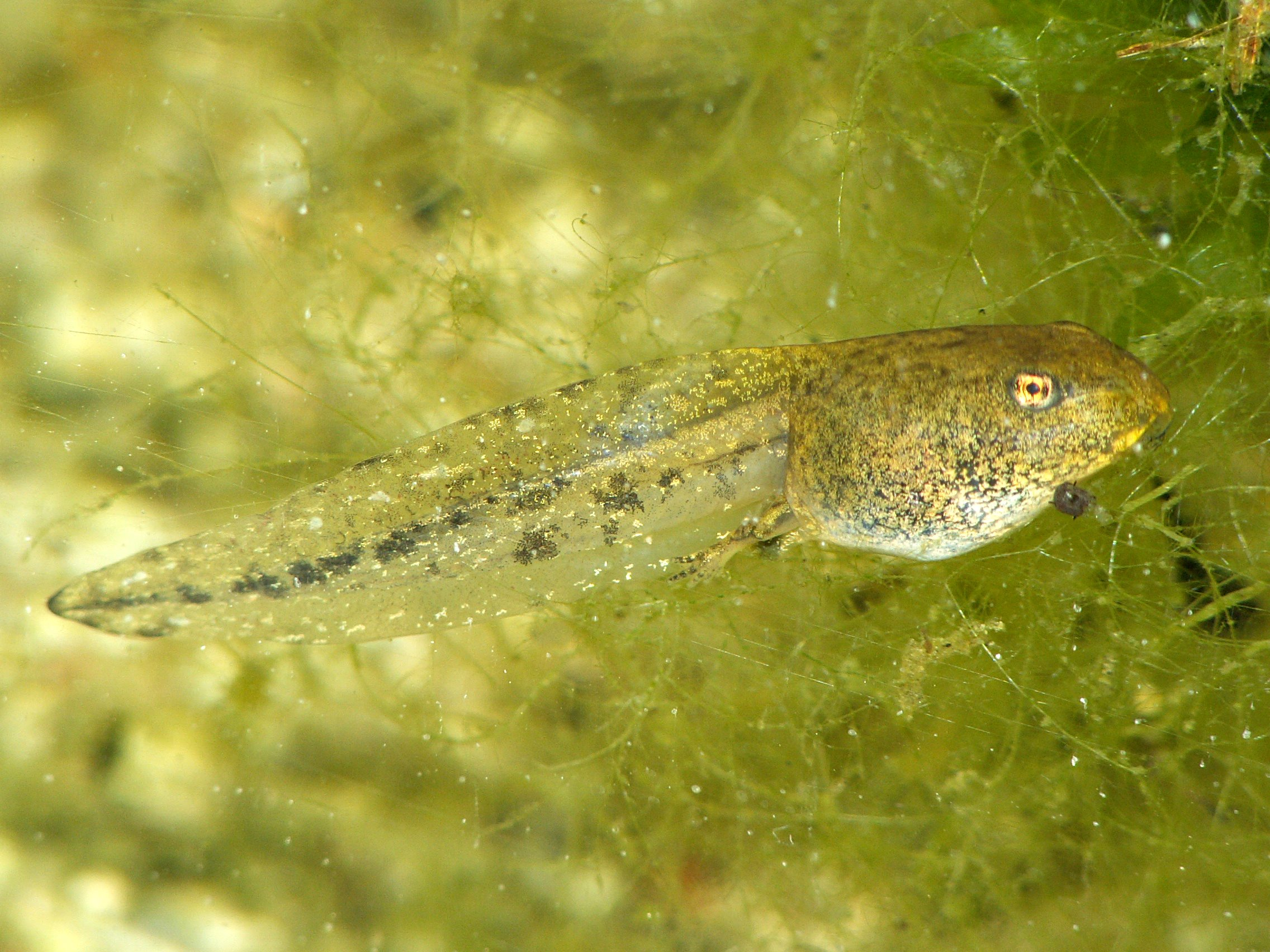
Головастик травяной лягушки

Эмбриональное развитие головастика в лягушачьей икре

Голова́стик — личинка бесхвостой амфибии. Головастики появляются из икринок и преимущественно обитают в воде, хотя существуют и виды, частично или полностью обитающие на суше.

## Строение

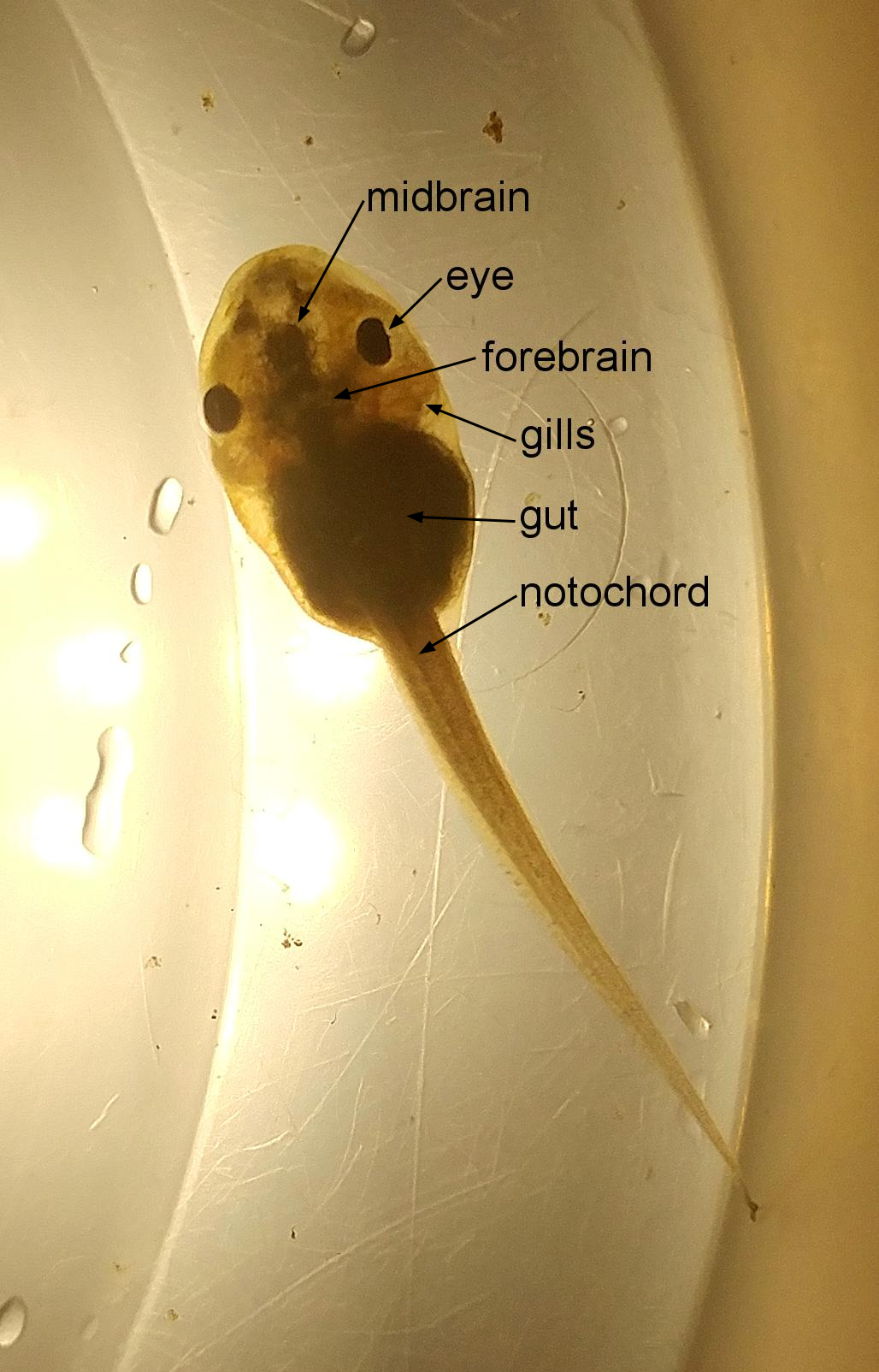
Морфология головастика лесной лягушки

На начальной стадии головастики имеют двухкамерное сердце, наружные жабры (2—3 пары), длинный хвост, роговой клювик, органы боковой линии, орган прилипания, один круг кровообращения.
Головастики разных видов значительно различаются по размеру. Так, например, даже внутри одного семейства рогатых чесночниц (Megophryidae) на поздней стадии развития размер головастиков варьирует от 33 до 106 мм. Самые крупные головастики встречаются у удивительной лягушки (Pseudis paradoxa) — они достигают в длину 25 сантиметров, что в четыре раза больше длины взрослой особи. Они самые длинные среди головастиков всех видов.
В зависимости от вида на обеих сторонах тела могут быть два дыхальца, одно дыхальце на нижней стороне рядом с вентиляционным отверстием или одно дыхальце на левой стороне тела.
Другим примером являются головастики чесночной жабы из Нью-Мексико (Spea multiplicata), у которых при недостатке пищи развивается плотоядная диета, а также более широкая голова, большие челюстные мышцы и более короткий кишечник, что позволяет им потреблять сказочных креветок и их более мелких растительноядных собратьев.
Головастики Micrixalus herrei адаптированы к роющему образу жизни, имеют мускулистое тело и хвост, глаза покрыты слоем кожи и уменьшенным пигментом.
Хотя морских головастиков нет, головастики лягушки-крабоеда могут справляться с солоноватой водой.
Самцы африканских лягушек-быков (Pyxicephalus adpersus) следят за своими головастиками, нападая на все, что может представлять потенциальную угрозу, даже если он сам может съесть некоторых головастиков.
Древолазы (Dendrobatidae) переносят своих головастиков в разные места, обычно в фитотельматы, где они остаются до метаморфоза. Некоторые самки древолазов, такие как Oophaga pumilio, регулярно откладывают неоплодотворенные яйца для питания развивающихся головастиков.

## Метаморфоз

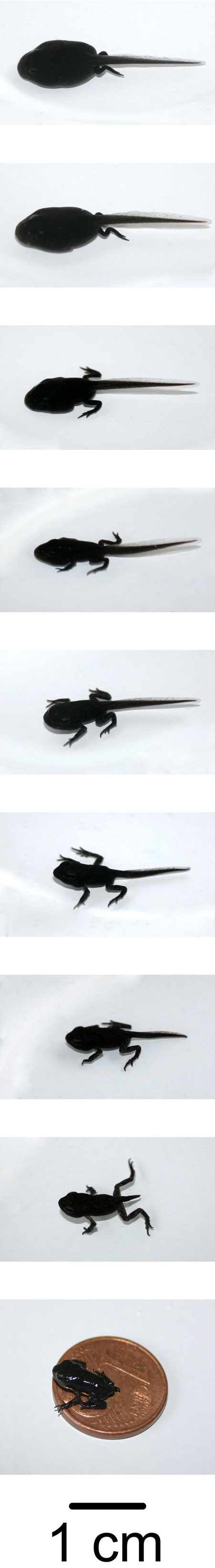
Метаморфоз головастика обыкновенной жабы

Жизненный цикл крикливой лягушки

Через некоторое время происходит метаморфоз: у сердца появляется ещё одна камера, возникает ещё один круг кровообращения, редуцируются жабры и появляется лёгочное дыхание. Вырастают конечности и пропадает хвост. Хвост исчезает благодаря автолизу, а полученные вещества и энергия используются другими клетками.

## Ископаемые
Несмотря на мягкое тело и отсутствие минерализованных твердых частей, ископаемые головастики (около 10 см в длину) были обнаружены в слоях верхнего миоцена. Они сохраняются благодаря биопленкам, а более прочные структуры (челюсть и кости) сохраняются в виде углеродной пленки. В миоценовых окаменелостях из Либроса, Испания, мозговая оболочка сохранилась в карбонате кальция, а нервный канатик — в фосфате кальция. Другие части тел головастиков существуют в виде органических остатков и бактериальных биопленок, а в кишечнике присутствует осадочный детрит.

## В культуре
В 1960 году в Китае вышел мультипликационный фильм «Головастики ищут маму», снятый в технике шуймо. В нём маленькие головастики ищут маму-лягушку, которая также стремится отыскать их. В сюжете мультфильма воплощена взаимная привязанность матери и ребёнка. Посмотрев этот мультфильм, известный китайский писатель и литературный критик Мао Дунь, написал хвалебное стихотворение, утверждая воспитательную роль этой картины, в которой отражены правильные мировоззренческие ценности.
В системе счисления Древнего Египта число 100 000 изображали иероглифом в виде головастика.
В мифах о происхождении народа ва в Китае и Мьянме первые ва произошли от двух предков женского пола Я Хтаум и Я Хтай, которые провели свою раннюю стадию в виде головастиков («райро») в озере в стране ва.
Головастики используются в самых разных кухнях. Головастики мегофриидной лягушки Oreolalax rhodostigmatus особенно велики, более 10 см в длину и собираются для употребления в пищу человеком в Китае. В Индии головастиков Clinotarsus curtipes собирают в пищу, а в Перу головастиков Telmatobius mayoloi собирают как для еды, так и для приготовления лекарств.

## Интересные факты
В 2000 году Ричард Вассерсуг из университета Далхаузи получил Шнобелевскую премию за сообщение «О сравнительных вкусовых качествах некоторых головастиков Коста-Рики в засушливый сезон».
Из-за сходства с головастиком, которое ей придаёт длинный приливной хвост, получила своё название галактика Головастик.